# 雲林縣斗六市公誠國民小學
雲林縣斗六市公誠國民小學，（英語：Gone Cheng Elementary School）於民國四十九年八月（1960年8月），簡稱公誠國小，前身為公誠國民學校，為臺灣雲林縣一所公立國民小學，也是雲林縣境內的國民小學最據規模之一，使命: 樂觀、積極、尊重、感恩。

## 學區
- 虎溪里1～26鄰
- 公誠里1～21鄰
- 鎮北里1～13鄰
- 明德里1～26鄰
- 三平里1～31鄰[1]

## 歷任校長
| 任別 | 姓名   | 備註                                   |
| ---- | ------ | -------------------------------------- |
| 1    | 王金釧 |                                        |
| 兼代 | 林守敏 | 王金釧校長退休，由教導主任兼代。       |
| 2    | 朱德銓 |                                        |
| 兼代 | 蔡丁舜 | 朱德銓校長病故，由教務主任兼代。       |
| 3    | 吳坤河 |                                        |
| 4    | 黃陳坤 |                                        |
| 5    | 林慧珍 |                                        |
| 6    | 張秋津 |                                        |
| 代理 | 林志郎 | 張秋津校長退休，校務由林志郎主任代理。 |
| 7    | 楊松田 |                                        |
| 8    | 林明淵 |                                        |
| 9    | 李政勳 |                                        |
| 10   | 蔡宜芳 | 現任                                   |

## 公誠非營利幼兒園
雲林縣公誠非營利幼兒園-委託財團法人高雄市私立復華高級中學位於雲林縣公誠國小內，是雲林縣政府公佈要在國小內設置非營利幼兒園後，第一個設置非營利幼兒園的國小。開辦日期：2018年9月11日